# Скрода-Велика
Скрода-Велика (пол. Skroda Wielka) — село в Польщі, у гміні Грабово Кольненського повіту Підляського воєводства.
Населення — 154 особи (2011).
У 1975-1998 роках село належало до Ломжинського воєводства.

## Демографія
Демографічна структура станом на 31 березня 2011 року:
|          | Загалом | Допрацездатний вік | Працездатний вік | Постпрацездатний вік |
| -------- | ------- | ------------------ | ---------------- | -------------------- |
| Чоловіки | 81      | 16                 | 56               | 9                    |
| Жінки    | 73      | 19                 | 37               | 17                   |
| Разом    | 154     | 35                 | 93               | 26                   |